# Harvey Curtiss Barnum
Pour les articles homonymes, voir Adams.
Harvey Curtiss Barnum Junior, né le 21 juillet 1940 à Cheshire est un officier de l’United States Marine Corps décoré de la Medal of Honor pour ses actions pendant la guerre du Viêt Nam. Il est également au cours des années 2000 secrétaire assistant à la Marine chargé des ressources humaines.

## Biographie
Harvey Curtiss Barnum Junior naît le 21 juillet 1940 à Cheshire, dans l’État du Connecticut. Il obtient de bons résultats, notamment en sports, pendant sa scolarité, durant laquelle il est également membre des Boy Scouts. Il effectue ensuite des études supérieures au Saint Anselm College à Manchester, qu’il achève en juin 1962 avec un bachelor of Arts en économie.
Pendant sa scolarité, Barnum intègre un programme de formation de l’United States Marine Corps, ce qui lui permet d’obtenir le grade de second lieutenant dans la réserve dès l’obtention de son diplôme. Il suit ensuite la formation de base de l’USMC qu’il achève en décembre 1962 avec la spécialité d’officier d’artillerie. Il est alors affecté à la batterie A du 1er bataillon du 12e régiment de Marines, basée à Okinawa. Il est promu first lieutenant en décembre 1964 et rejoint le 2nd Marine Aircraft Wing, avec lequel il participe à l’opération Steel Pike en Espagne. En mars 1965 il est transféré à la base navale de Pearl Harbor, où il est chargé de la garde de la caserne des Marines. En décembre 1965 il est envoyé au Viêt Nam en tant qu’observateur d’artillerie pour la compagnie H du 2e bataillon du 9e régiment de Marines.
Le 18 décembre, pendant l’opération Harvest Moon, alors que sa compagnie se trouve à l’arrière garde à Ky Phu pour protéger le 2e bataillon du 7e régiment de Marines, elle subit une violente attaque appuyée par de l’artillerie. Peu de temps après le début des combats, le commandant et le radio sont tués par un obus et Barnum les remplace tous les deux. Il parvient alors à réorganiser la compagnie tout en demandant et en dirigeant le tir des hélicoptères et de l’artillerie de soutien. Il mène ensuite lui-même une contre attaque sur les positions des nord-vietnamiens, mettant ceux-ci en déroute. Pour avoir permis de retourner la situation en s’exposant à de nombreuses reprises au danger pendant l’attaque, ses supérieurs le recommandent pour la Medal of Honor, qui lui est remise le 27 février 1967 par le secrétaire à la Marine Paul H. Nitze. Rentré dans l’intervalle à Pearl Harbor, il devient ensuite l’aide de camp du lieutenant général Lewis Walt au quartier général des Marines à Washington, puis assistant du responsable des ressources humaines et enfin du commandant de l’USMC.
Barnum repart pour le Viêt Nam en octobre 1968, où il commande la batterie E du 2e bataillon du 12e régiment de Marines puis est réaffecté à Okinawa. Il est promu lieutenant-colonel en décembre 1978 et suit les cours du Naval War College. Il sert ensuite à l’United States Central Command où il est chargé de la planification des manœuvres avec la Jordanie et des opérations Bright Star. Il achève sa carrière en 1989 au poste de secrétaire du commandant des Marines et avec le grade de colonel.
Après avoir quitté les forces armées, Barnum travaille comme directeur à l’Office of the Secretary of Defense (en) puis secrétaire assistant à la Marine au cours des années 2000. Il est également pendant un temps président de la Congressional Medal of Honor Society.

## Distinctions
- Medal of Honor[2] ;

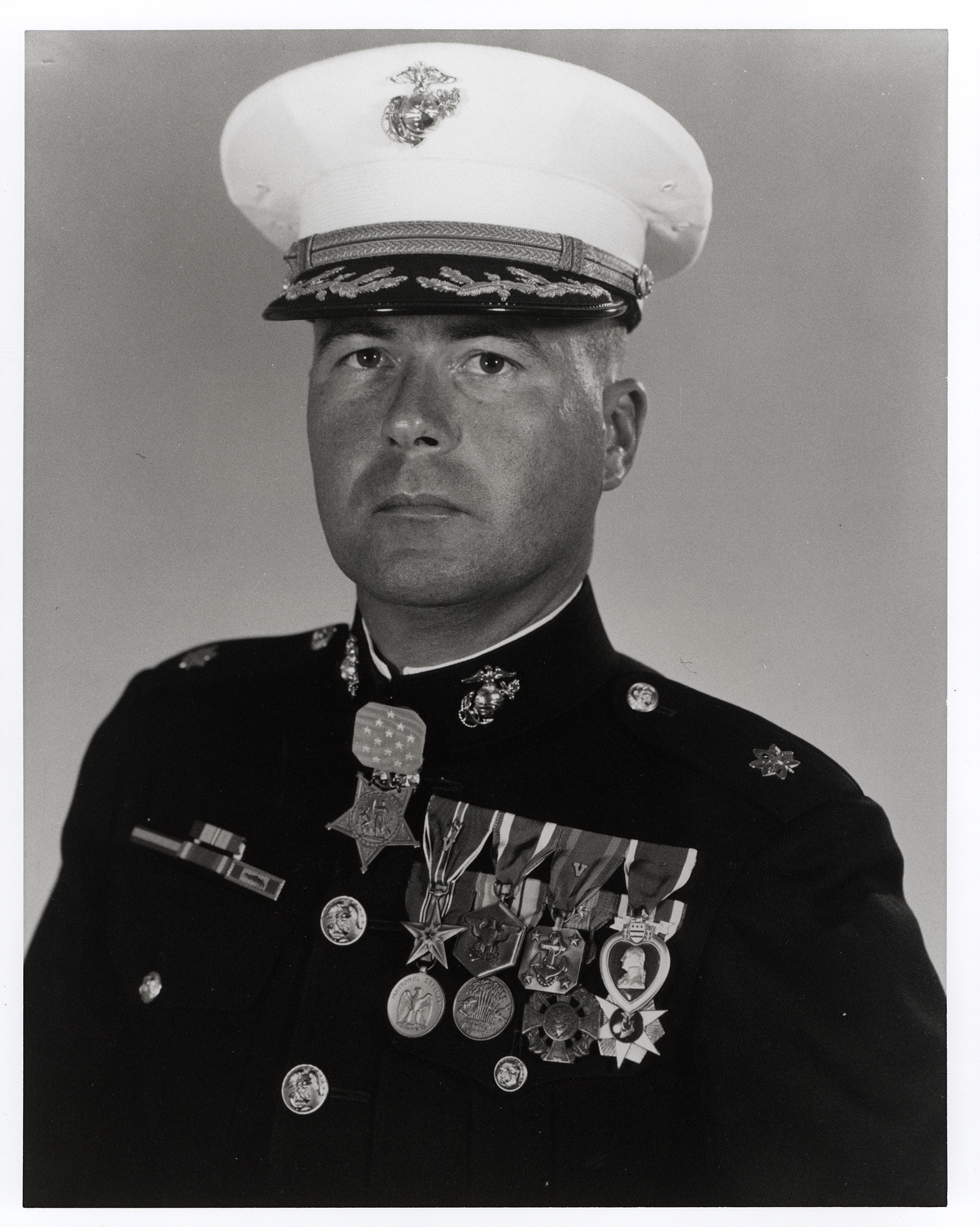
Harvey Barnum en grand uniforme (non daté, probablement années 1980).

- Bronze Star avec agrafe V[2] ;
- Navy Achievement Medal avec agrafe V[2] ;
- Purple Heart[2].